# Michael Harty (bisschop)
Michael Anthony Harty (Toomevara, 6 februari 1922 - Ennis, 8 augustus 1994) was bisschop van het bisdom Killaloe in Ierland. Hij diende als bisschop van 1967 tot aan zijn overlijden in 1994.
De "Bishop Harty National School" in Ballinree, Toomevara, County Tipperary, is vernoemd naar de bisschop, die een oud-leerling van deze school was.